# Bruno Coquatrix

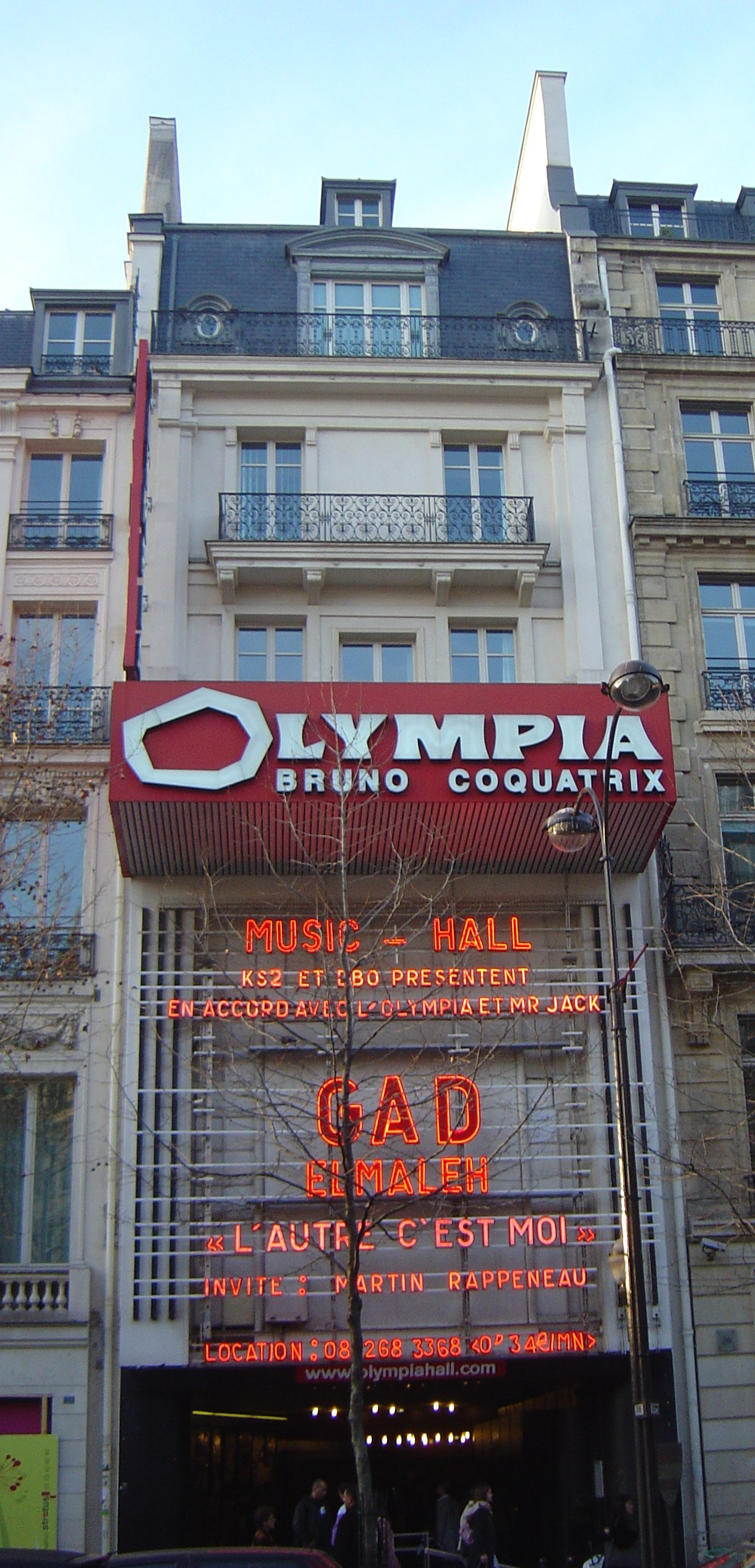
Entrén till l'Olympia

Bruno Coquatrix, född 5 augusti 1910 i Ronchin, Nord, Frankrike, död 1 april 1979 i Paris och begravd på kyrkogården Père-Lachaise (avdelning 96), var ägare och direktör för nöjesetablissemanget l'Olympia i Paris. Han bidrog till att upptäcka nya artister och till att presentera internationella stjärnor för parispubliken.